# Marie-Anne de Bourbon-Condé

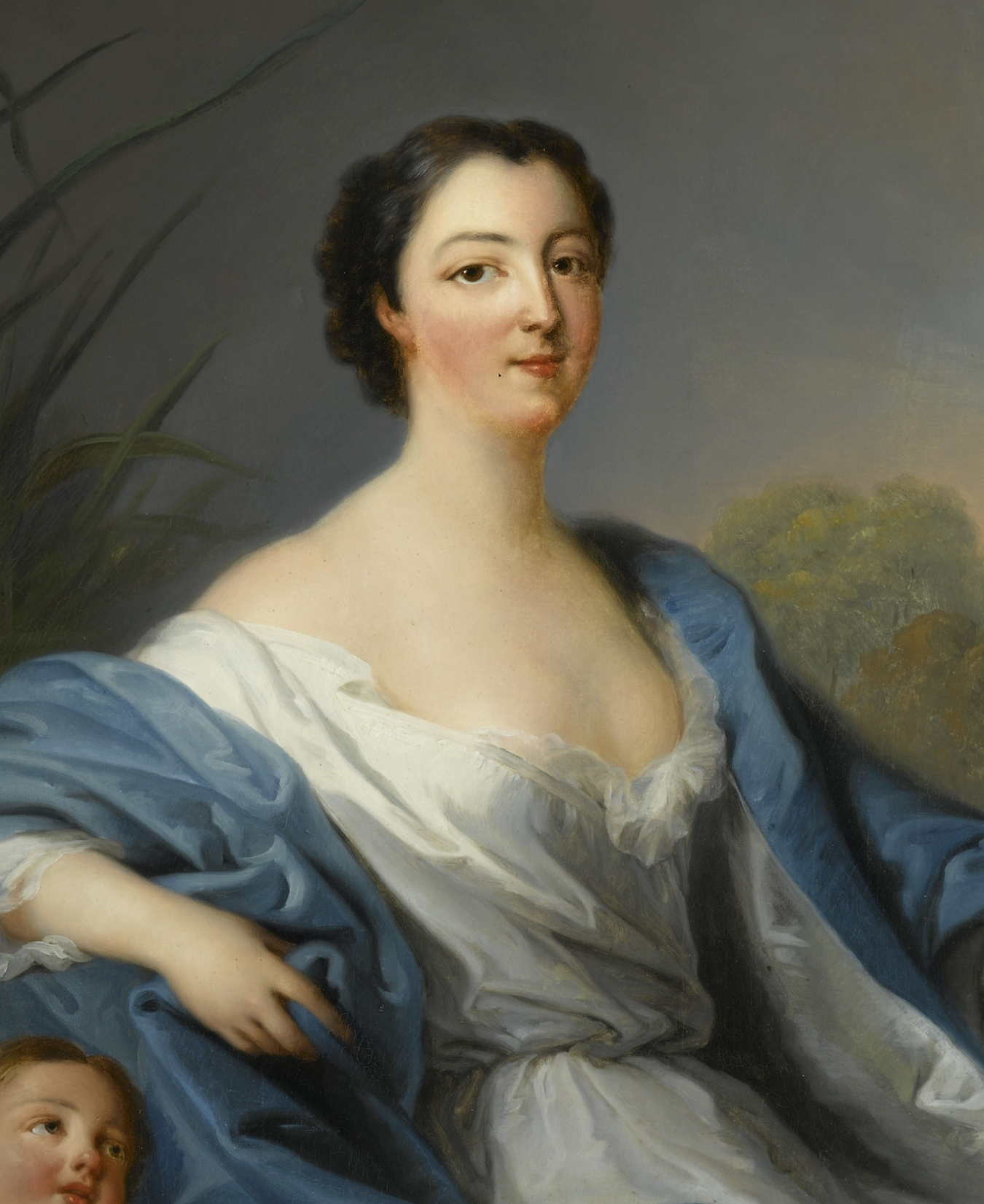
Marie-Anne de Bourbon, Ausschnitt aus dem Gemälde von Aimée Brune (1803–1866) von 1837 nach Jean-Marc Nattiers Gemälde von 1729, Sammlung des Schlosses Versailles, derzeit im Palais du Luxembourg

Marie Anne de Bourbon, genannt Mademoiselle de Clermont (* 16. Oktober 1697 in Paris; † 11. August  1741 ebenda) war eine Angehörige der königlichen Familie Frankreichs und Surintendante de la Maison de la Reine von 1725 bis zu ihrem Tod.

## Leben
Marie Anne de Bourbon war die vierte Tochter von Louis III. de Bourbon, prince de Condé und Louise Françoise de Bourbon, genannt Mademoiselle de Nantes; es wird angenommen, dass tatsächlich François Louis de Bourbon, prince de Conti, der damalige Liebhaber ihrer Mutter, ihr Vater ist.
Um 1719 heiratete sie heimlich Louis II. de Melun, 1704 Prince d’Épinoy, 1714 Duc de Joyeuse, Pair de France, der fünf Jahre später, am 31. Juli 1724 auf einer Jagd beim Schloss Chantilly verschwand, seine Leiche wurde nie gefunden. Die Ehe blieb ohne Nachkommen. Marie-Anne de Bourbon hat kein zweites Mal geheiratet.
Im Jahr darauf, 1725, wurde sie zur Surintendante de la Maison de la Reine Maria Leszczyńska ernannt und blieb dies bis zu ihrem Tod. Sie verdankte das Amt ihrem Bruder Louis IV. Henri de Bourbon, prince de Condé, der zum Zustandekommen der Ehe von Maria Leszczyńska und Ludwig XV. beigetragen hatte.

## Marie Anne de Bourbon in der Kunst

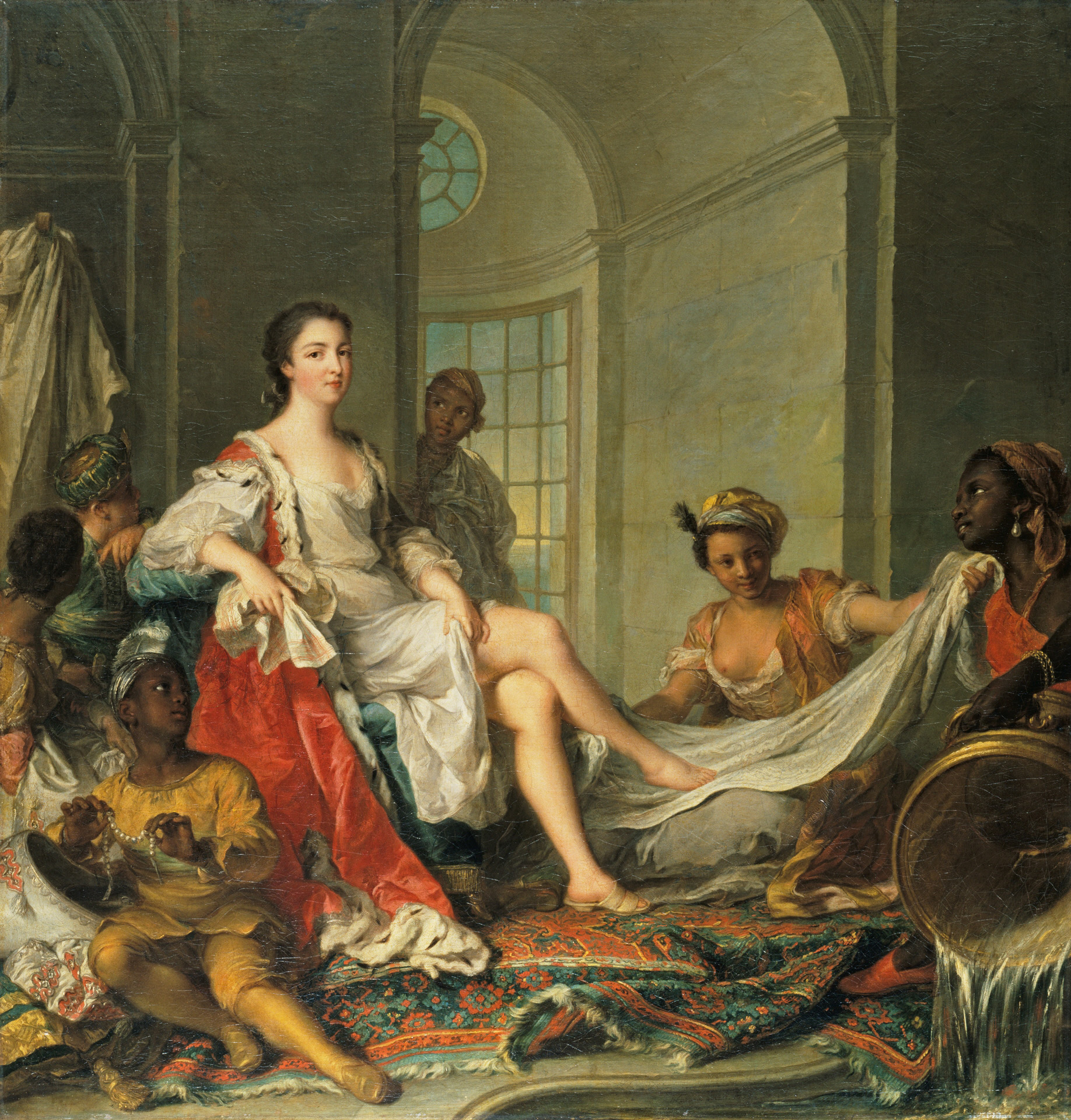
Mademoiselle de Clermont en sultane von Jean-Marc Nattier (1733), London Wallace Collection

### In der Literatur
- Madame de Genlis, Mademoiselle de Clermont, Roman, Autrement Éditions, 1993, ISBN 978-2862604589

### In der Malerei
- Rosalba Carriera, Portrait de Mademoiselle de Clermont, Schloss Chantilly
- Jean-Marc Nattier, Mademoiselle de Clermont aux eaux minérales de Chantilly, 1729, Schloss Chantilly
- Jean-Marc Nattier, Mademoiselle de Clermont en sultane, 1733, London, Wallace Collection